# Петренко-Ксенофонтова Олімпіада Несторівна
Олімпіада Несторівна Петренко-Ксенофонтова (* 14 вересня 1909, Сартана — † 1981) — румейська поетеса і фольклористка.

## Життєпис
Народилася в селянській родині. 1939 року закінчила Ворошиловградський педагогічний інститут. До пенсії працювала вчителькою в школах Маріуполя. Писала вірші з 1927 року; друкувалася в періодичних виданнях Донеччини. Два вірші (в українському перекладі Дмитра Демерджі та Олександра Пономарева) опубліковано в збірці «Від берегів Азова» (Київ: Дніпро, 1979, с. 178–181).
Також відома як казкар-імпровізатор і збирач народних казок. Її казку «Ледача кицька» було надруковано в новогрецькому перекладі в газеті грецьких емігрантів в Радянському Союзі «Νεος δρομος» (Ташкент, 14 вересня 1967) і в російському перекладі в маріупольській газеті «Приазовский рабочий» (8 червня 1968), а казка «Жебрак і півень» у її віршованому переказі вийшла окремим виданням у видавництві «Веселка» 2002 року (видання двомовне; український переклад здійснив Анатолій Чердаклі).
В шістдесяті роки XX століття разом з маріупольським казкарем П. Ксенофонтовим уклала й переклала російською збірку «Сказки Сартаны», яка так і залишилася в рукопису, незважаючи на схвальний відгук авторитетного елініста професора А. Білецького, який написав до збірки анотацію.
Займалася також дослідженням етнографії греків Приазов’я. Працювала з відомим глосарієм румейської мови, укладеним ще в XIX столітті Ф. Хартахаєм. Опублікувала ґрунтовну розвідку про сімейні обряди в селі Сартана.

## Публікації
- О. Петренко. Энтузиаст просвещения [про Ф. Хартахая] // Приазовский рабочий, 13 ноября 1971, № 224, с. 4.
- О. Н. Ксенофонтова-Петренко. Семейные обряды в селе Сартана // Культурно-бытовые процессы на юге Украины. Москва: Наука, 1979, с. 173–184.
- Зитус ки ту лухтор = Жебрак і півень. Казка маріупольських греків. Віршована обробка Олімпіади Петренко. Переклав Анатолій Чердаклі за редакцією Леонтія Кир’якова. Київ: Веселка, 2002, 12 с. ISBN 966-01-0211-9.